# Niphanda
Niphanda är ett släkte av fjärilar. Niphanda ingår i familjen juvelvingar.
Kladogram enligt Catalogue of Life:

## Bildgalleri

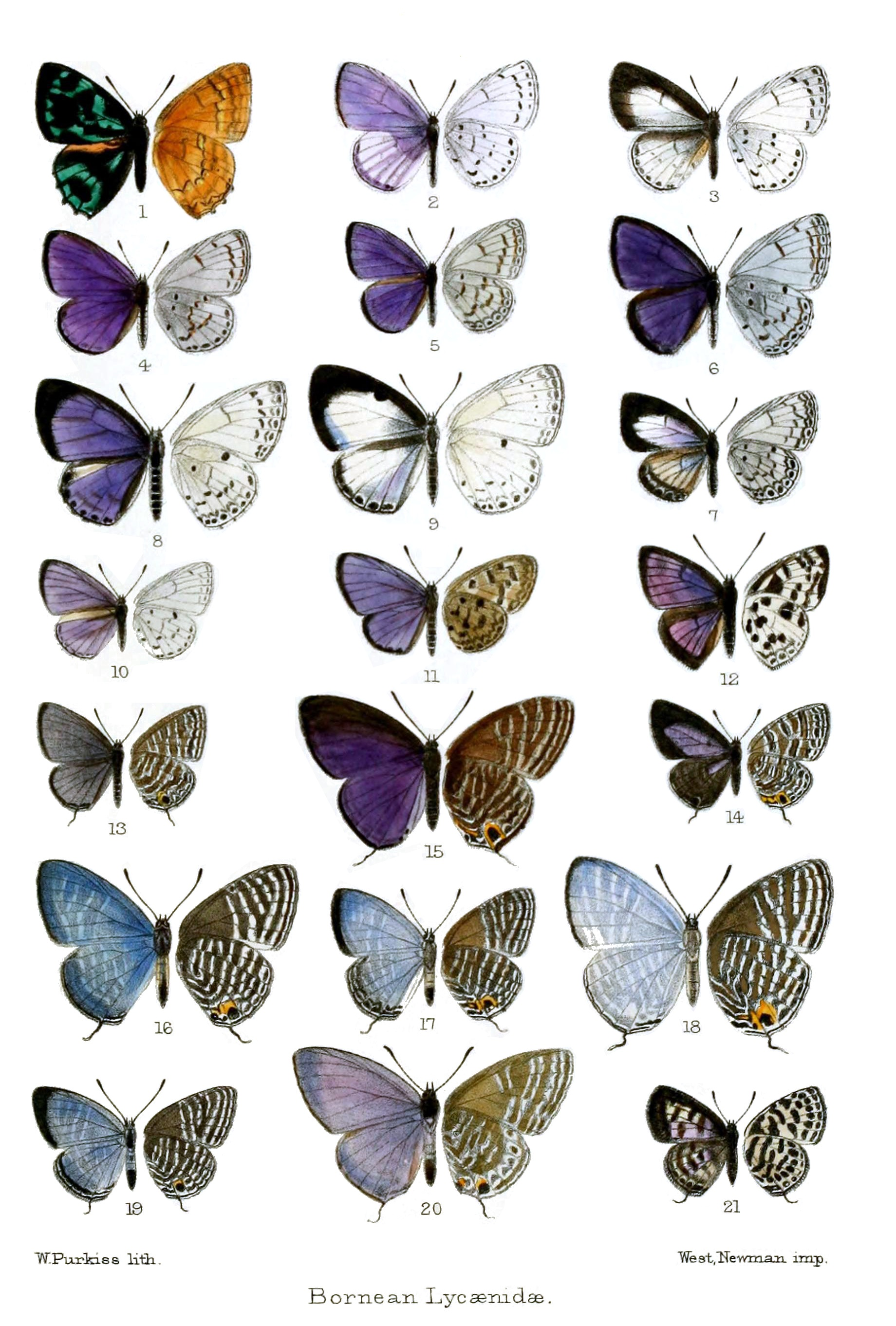
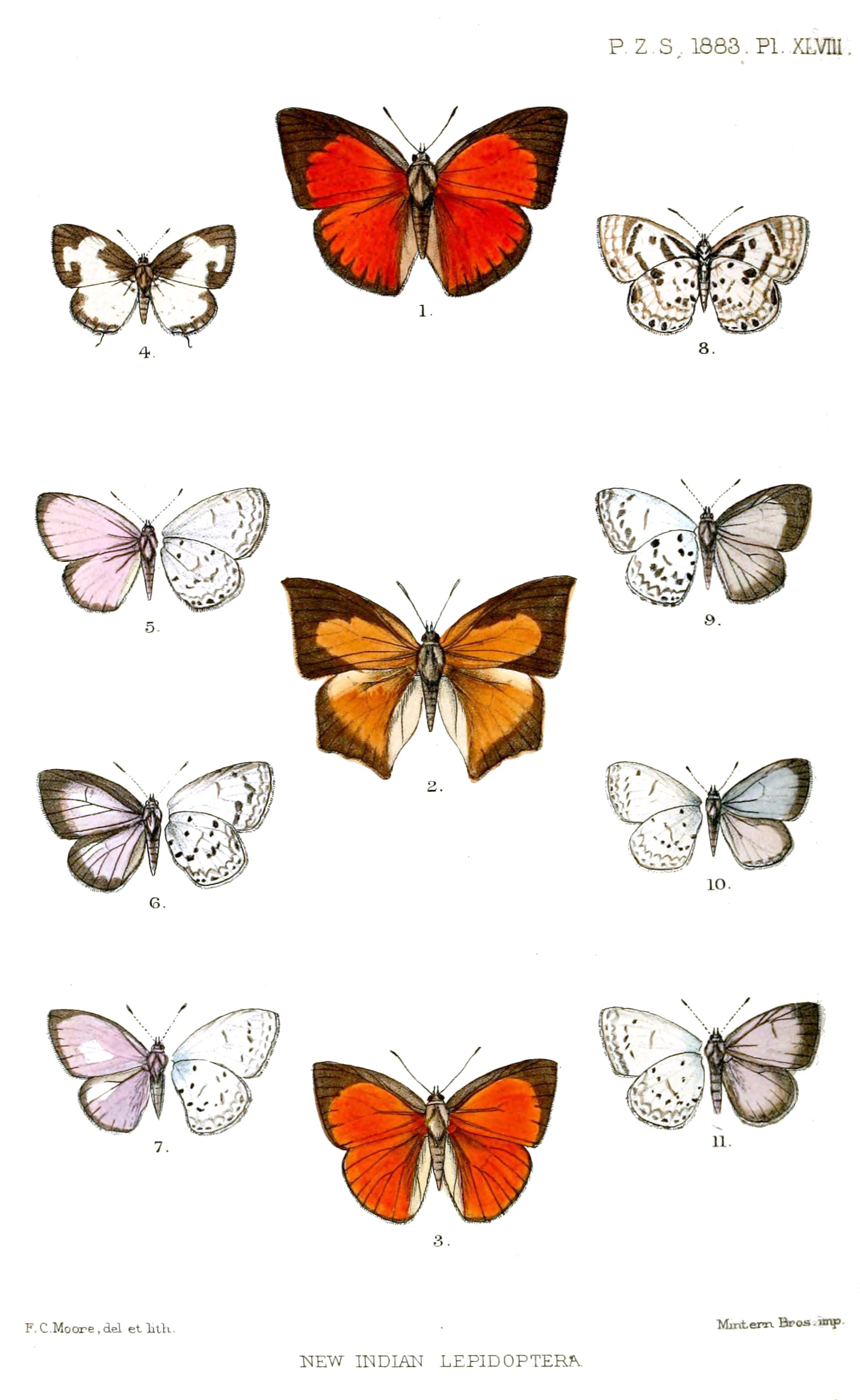
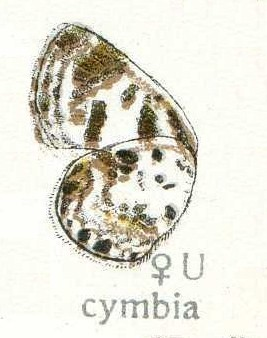
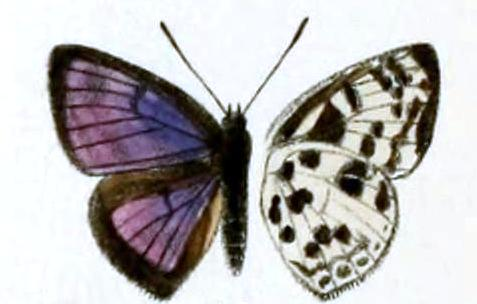
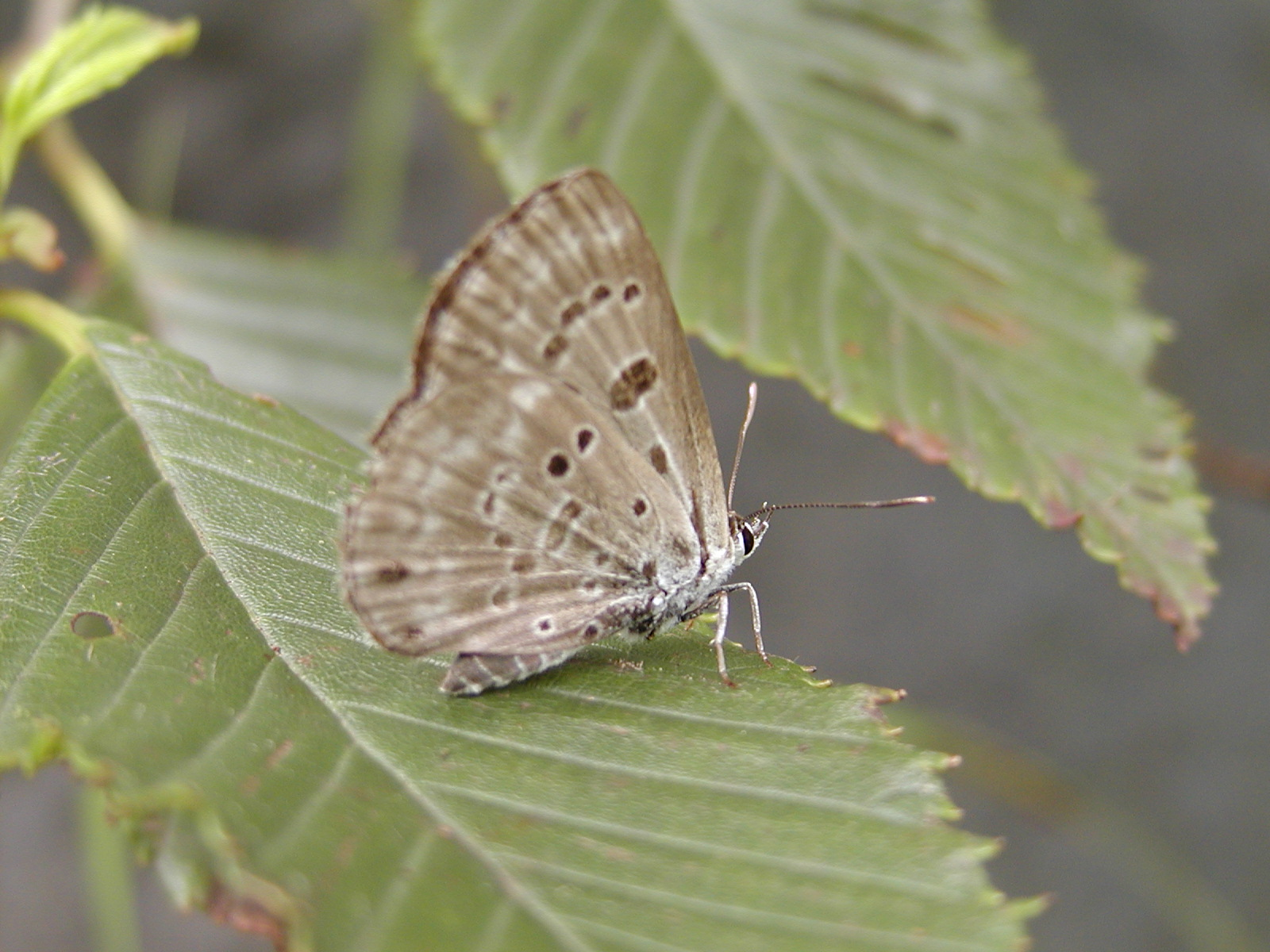
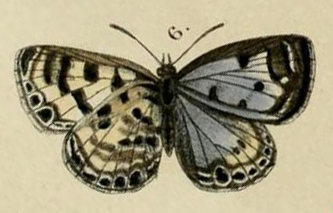